# 吉罗·吉尔鲁斯
吉罗·吉尔鲁斯（Gyro Gearloose）是在迪士尼漫畫中的一名卡通角色，他是一隻擬人化的鸡。最初在卡尔·巴克斯的漫画《葛莱史东的秘密》（Gladstone's Terrible Secret）（1952年5月Walt Disney's Comics and Stories第140期）中登场。他是一個发明家，和小助手（角色名爲或稱作，一个头是燈泡，且有自己思想的小型智能机器人）住在鸭堡（Duckburg）的一间实验室里。出生年份為1920年，在1952年继承父亲富尔顿·吉尔鲁斯（Fulton Gearloose）的发明店铺。
吉尔鲁斯（Gearloose）是个发明家族，其历史可以从吉罗的第六辈祖先追溯。吉罗祖父为拉切特·吉尔鲁斯（Ratchet Gearloose），曾帮助史高治·麦克达克（Scrooge McDuck）和他的祖父安格斯·麦克达克（Angus McDuck）在密西西比河上打败庀兄弟（Beagle Boys）的祖先，在爪哇岛也帮过史高治。吉罗的父亲在1902年曾是鸭堡少年军校的成员。